# Dendrophryniscus krausae
Espèce
Statut de conservation UICN

 DD  : Données insuffisantes
Dendrophryniscus krausae  est une espèce d'amphibiens de la famille des Bufonidae.

## Répartition
Cette espèce est endémique de l'État du Rio Grande do Sul au Brésil. Elle se rencontre à Maquiné et à Cambará do Sul de 800 à 870 m d'altitude dans la Serra Geral.

## Description
Les mâles mesurent de 19,2 à 21,2 mm et les femelles de 20,4 à 24,0 mm.

## Étymologie
Cette espèce est nommée en l'honneur de Ligia Steyer Krause.

## Publication originale
- Cruz & Fusinatto, 2008 : A new species of Dendrophryniscus, Jiménez de la Espada, 1871 (Amphibia, Anura, Bufonidae) from the atlantic rain forest of Rio Grande do Sul, Brazil. South American Journal of Herpetology, vol. 3, no 1, p. 22-26 (texte intégral).